# Yhdystie 1830
La route de liaison 1830 (en finnois : Yhdystie 1830)  est une route de liaison de la municipalité de Kimitoön en Finlande.

## Description
Yhdystie 1830 est une route qui va de Dragsfjärd à Hiittinen situées dans la  municipalité de Kemiönsaari.
La longueur de la route hormis la liaison par traversier entre le port de Kasnäs et Hiittinen est de 21 kilomètres.
Les noms locaux de la route sont d'abord Kirkonkyläntie de la route régionale 183 à l'intersection d'Ytterölmosintie, Söderlångvikintie à l'intersection au nord de Bodbacken et Kasnäsintie au port de Kasnäs.

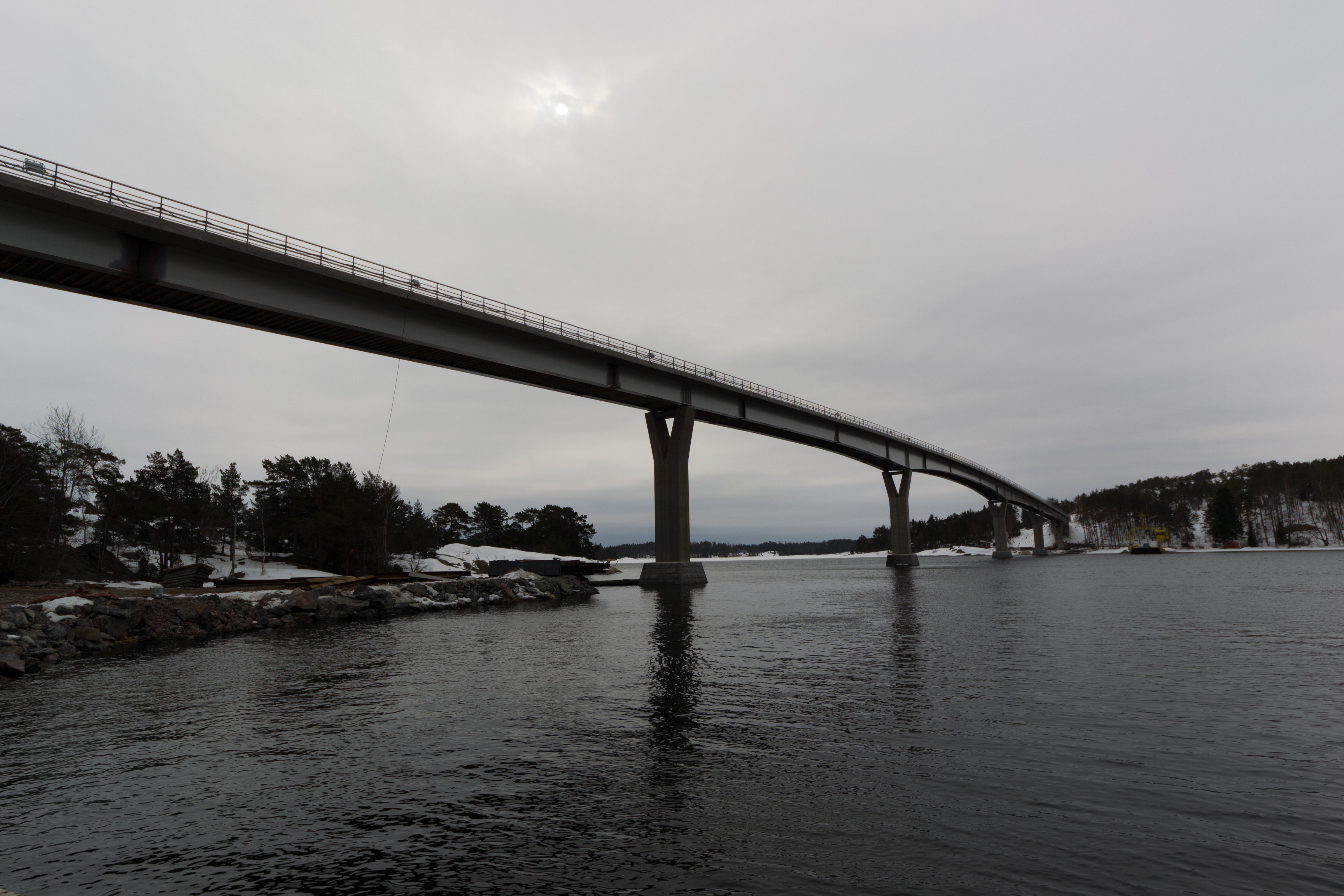
La 1830 sur le pont de Lövö.

## Parcours
La route  traverse les localités suivantes :
- Dragsfjärd
- Kaxskäla
- Lövö
- Hiittinen